# Djénabou Touré
Pour les articles homonymes, voir Touré.
Djénabou Touré Camara, expert électorale et femme politique guinéenne.
Directrice générale des élections de la Direction générale des élections le 22 juillet 2025,.

## Parcours professionnel
Djenabou Touré Camara commence sa carrière en 1998 entant que membre du haut conseil aux affaires électorales de Guinée. En 2002, elle est nommée conseillère nationale à la commission nationale électorale (CNE) avant d'intégrer la Commission électorale nationale autonome en 2005.
Impliquer dans l’organisation des élections. En 2010, elle est désignée vice-présidente de la commission technique électorale à la CENI, spécialisée dans les questions d’identification des électeurs et de la constitution des fichiers électoraux biométriques. Elle est membre du comité interministériel de réforme et de modernisation de l’état civil.
En 2011, elle est nommée directrice nationale adjointe de l’administration électorale au ministère de l’administration du territoire et de la décentralisation et cadre du département en détachement à la CENI. A ce titre, elle devient la directrice adjoint du département de la planification en 2012, directrice adjointe de la planification et du fichier entre 2013 et 2016 puis directrice du département fichier électoral à la commission électorale nationale 2016 à 2021 en Guinée.
Djenabou Touré Camara est coordinatrice de la réforme et la modernisation de l’état civil et de l’identification au ministère de l’administration du territoire et de la décentralisation
Le 24 juin 2022, elle est nommée directrice nationale des affaires politiques et de l'administration électorale, avant d'etre nommée directrice générale des élections de la Direction générale des élections le 22 juillet 2025.